# IGW
Společnost IGW (International Gears Watteeuw) je mezinárodní výrobce ozubených kol a převodových skříní. Společnost má sídlo v Oostkamp (Belgie).

## Činnost
Společnost IGW je dodavatelem řešení v oblasti převodových systémů pro specifické použití v některých průmyslových odvětvích na celém světě. Zaměřuje se zejména na tři hlavní trhy:
- Doprava: projektování, výroba a servis ozubených kol, převodovek a spojek pro vlaky, metro, tramvaje, lanovky a plavidla.
- Průmysl: dodávka řešení v oblasti převodových systémů pro odvětví jako je textilní a tiskařský průmysl, polovodiče, zdravotnický a chemický sektor.
- Energetika: dodávka řešení v oblasti energetiky, například vrtné soupravy na naftu a plyn, elektrárny, větrné turbíny a další.

## Historie
Společnost IGW byla založena v roce 1949 Alfonsem Watteeuwem. Hlavní podíl na vytvoření společnosti však měl jeho otec Henri Watteeuw, který byl hostujícím přednášejícím na strojírenské fakultě Katolické univerzity v Lovani a technickým ředitelem střední školy VTI v Bruggách.
Společnost se postupně rozšířila z podniku jednoho muže na mezinárodní společnost s klienty, jako je Airbus a Atlas Copco. V dnešní době[kdy?] společnost IGW zaměstnává více než 1000 lidí. Kromě sídla v belgickém městě Oostkamp má podniky v Brně (Česko), Jasi (Rumunsko), Suzhou (Čína) a Zanesville (Ohio).
Tato společnost působí samostatně jako součást holdingu BMT Group, který koupil společnost IGW v roce 1995.